# Emma Robinson
Emma Robinson, nekdanja kanadska veslačica, * 26. november 1971, Montreal, Quebec.
S kanadskim osmercem je na Poletnih olimpijskih igrah 1996 v Atlanti osvojila srebrno medaljo, štiri leta kasneje pa je na Poletnih olimpijskih igrah 2000 v Sydneyju z osmercem osvojila še bron.